# Josef Škvorecký
Josef Škvorecký (Náchod, 27 september 1924 – Toronto, 3 januari 2012) was een naar Canada uitgeweken Tsjechische dissident, schrijver, dichter, vertaler en uitgever.
In 1969 ontvluchtte hij met zijn vrouw, de schrijfster en actrice Zdena Salivarová, het communistische Tsjecho-Slowakije en vertrok naar Canada. Daar richtten zij de uitgeverij 68 Publishers op. Zij publiceerden werk van Tsjechische en Slowaakse schrijvers, dat in het toenmalige Tsjecho-Slowakije verboden was.

## Biografie

### Vroege leven
Škvorecký werd geboren op 27 september 1924 in de Tsjecho-Slowaakse stad Náchod, in het hedendaagse Tsjechië. Náchod ligt in het gelijknamige district in de regio Hradec Králové in het noordoosten van de historische regio Bohemen. Als jongeman richtte hij zich al op het leren van de Engelse taal, omdat hij Judy Garland bewonderde.
Tijdens de Tweede Wereldoorlog werd hij door de nazi's tegen zijn wil twee jaar lang te werk gesteld in een Messerschmitt-vliegtuigfabriek. Na de oorlog studeerde hij aan de Karelsuniversiteit van Praag en behaalde daar de academische graad van doctor in de filosofie in 1952. In 1954 diende hij in het Tsjecho-Slowaakse leger. Aanvankelijk voorzag hij in zijn levensonderhoud door te werken voor de Tsjecho-Slowaakse staatsuitgeverij, waarvoor hij boeken vertaalde van Ernest Hemingway, William Faulkner en Raymond Chandler. Geïnspireerd door Chandler begon hij zelf detectiveverhalen te schrijven. Zijn protagonist Luitenant Boruvka werd erg populair.
Zijn roman De Lafaards (Tsjechisch: Zbabělci), geschreven tussen 1948 en 1949, werd pas gepubliceerd in 1958, maar werd toen direct verboden door het communistische regime. In zijn boeken schreef hij vooral over de bezetting door de nazi's en het leven onder de communisten.

### Vlucht naar Canada
Toen in 1968 de landen van het Warschaupact, onder leiding van de Sovjet-Unie, een einde maakten aan de Praagse Lente, vluchtte Škvorecký in 1969 samen met zijn vrouw naar Canada. Hij woonde in Toronto en doceerde aldaar Amerikaanse en Engelse literatuur aan de universiteit. Tevens richtte hij daar zijn uitgeverij 68 Publishers op.
Bijna twintig jaar lang publiceerden zij verboden boeken van Tsjecho-Slowaakse dissidente auteurs. De boeken, geschreven in het Tsjechisch en het Slowaaks, werden Tsjecho-Slowakije op diverse manieren binnengesmokkeld om daar door duizenden te worden gelezen.
Hiervoor werden Škvorecký en zijn vrouw na de Fluwelen Revolutie geëerd met de Orde van de Witte Leeuw in 1989 door de post-communistische Tsjecho-Slowaakse president Václav Havel, wiens werk zij ook hebben uitgegeven. In 1990 ging Škvorecký met pensioen. In 1992 ontving hij de Orde van Canada voor zijn werk en in 1996 werd hij onderscheiden als ridder van de Ordre des Arts et des Lettres.

### Dood
Op 3 januari 2012 overleed Škvorecký aan de gevolgen van kanker in het Princess Margaret Hospital te Toronto. Hij is 87 jaar oud geworden.

## Prijzen en onderscheidingen
- Neustadt International Prize for Literature (1980)[7]
- Governor General's Award for English language fiction (1984)[8]
- Staatsprijs voor de Literatuur van de Tsjechische Republiek (1999)[8]
- Prijs van de Comenius Pangea Foundation die hij kreeg samen met de Poolse regisseur Andrzej Wajda "Voor Bevordering van Menselijke Affaires" (2001)
- Genomineerd voor de Nobelprijs voor de Literatuur (1982)[8]
- Orde van de Witte Leeuw uitgereikt door de president van Tsjecho-Slowakije Václav Havel (1990)[5][8]
- Lid van de Orde van Canada (1992)
- Guggenheim Fellowhsip
- Fellowship of the Royal Society of Canada
- Ridder van de Ordre des Arts et des Lettres.[8]